# نورویچ یونیون
نورویچ یونیون (انگلیسی: Norwich Union) شرکت بیمه بریتانیایی است، که در سال ۱۹۷۹ تأسیس شد.